# Typhlodromus shoshae
Typhlodromus shoshae är en spindeldjursart som beskrevs av Palevsky, Gal och Edward A. Ueckermann 2009. Typhlodromus shoshae ingår i släktet Typhlodromus och familjen Phytoseiidae. Inga underarter finns listade i Catalogue of Life.